# Jürgen Ramin
Jürgen Ramin (Berlijn, 26 januari 1938) is een Duits componist, dirigent en trombonist.

## Levensloop
Ramin speelde op 13-jarige leeftijd mee in het "Posaunenchor" in de gereformeerde kerk. Later studeerde hij aan de Universiteit van de Kunsten in Berlijn met het hoofdvak trombone. Na zijn studie werd hij trombonist in de Staatsoper Unter den Linden en pendelde steeds van West- naar Oost-Berlijn en na de uitvoering weer terug. In 1961 kwam er een grote storing door de opbouw van de Berlijnse Muur. In 1968 werd hij solo trombonist bij de Münchner Philharmoniker. In deze tijd werkte hij mee in het Münchner Bachorchester met Karl Richter als dirigent. Aldaar werd hij bekend met Walter Scholz, de door omroep en televisie bekende trompettist. Rond 1972 kwam hij door een advies van Walter Scholz als solo trombonist naar het SWR Symfonieorkest Baden-Baden en Freiburg. Aldaar was hij ook lid in het ensemble 13 baden-baden. 
Hij is dirigent van de Musikverein Baden-Lichtenthal, de Musikverein Trachtenkapelle Appenweier (sinds 1973) en van de Bezirksjugendkapelle van de Blasmusikbezirk Baden-Baden. 
Als componist schrijft hij werken voor harmonieorkest.

## Composities

### Werken voor harmonieorkest
- Appenweier Serenade
- Fanfare
- Joy of Brass
- Lichtenthaler Polka
- Opera Favourites II
- Spirituals and Gospels, selectie
- Stop the Cavalry
- Weihnachtsquodlibet
  1. Kommet ihr Hirten
  2. Es wird scho glei’dumpa
  3. Wer klopfet an
  4. Der Engel Gruß
  5. Stille Nacht
  6. Vom Himmel hoch